# کاوه کاظمی
کاوه کاظمی (زادهٔ ۲۵ مهر ۱۳۳۱، تهران) عکاس مطبوعاتی ساکن ایران است.

## زندگی شخصی
او در روز ۲۵ مهر ۱۳۳۱ در تهران زاده شد. وی پس از پایان دبیرستان به انگلستان رفت و در سال ۱۳۵۷ در رشته عکاسی فارغ‌التحصیل شد و در میانه انقلاب ۱۳۵۷ به ایران بازگشت.

## فعالیت حرفه‌ای

### عکاسی
کاوه کاظمی از همان آغاز با عکاسی مطبوعاتی و همکاری با آژانس‌های خارجی کار خود را آغاز کرد و از انقلاب، جنگ، و تحولات سیاسی و اجتماعی ایران و در برهه‌های حساس جنگ ایران و عراق به عکاسی پرداخت.
او که در روزهای آغازین انقلاب عکاسی خبری را دنبال می‌کرد بعدها با دنبال کردن سوژه‌های مختلف اجتماعی عکاسی مطبوعاتی را به عنوان شاخه اصلی فعالیت خود برگزید.
کاظمی در برهه‌های حساس در کشورهای لبنان (جنگ داخلی ۱۹۸۶)، نیکاراگوا، کوبا، ایرلند، عراق جنگ خلیج فارس (۱۹۹۱) به عکاسی پرداخت است.
وی به عکاسی مطبوعاتی در ایران و چندین کشور دیگر در جهان مشغول بوده که از جملهٔ آن کشورها می‌توان از ایرلند شمالی نام برد.
کاوه کاظمی که از سال ۱۳۶۳ تا ۱۳۶۷ در پاریس برای ادامه فعالیت حرفه‌ای خود سکونت داشت در سال ۱۳۶۷ به دلیل شرایط حساس جنگ و تحولات اجتماعی دوباره به ایران بازگشت.
از آخرین مجموعه‌های مورد توجه وی می‌توان به زرتشتیان، انقلابیون،، آشوب و آرامس ایرلند شمالی اشاره کرد.
آثار کاوه کاظمی در مطبوعات معتبر جهان مانند نیویورک تایمز، نیوزویک، مجله خبری تایم و… به چاپ رسیده‌اند.
کاوه کاظمی طی سال‌های فعالیت حرفه‌ای خود آرشیوی از آثارش را در آژانس عکس گتی ایمجز، منتشر کرده‌است که این مجموعه بیش از دوازده هزار عکس از چندین کشور مختلف را شامل می‌شود.

### فیلم و مستند
کاوه کاظمی در سال ۱۳۹۰ تصویربرداری و تهیه گفتگویی به نام «چشم در برابر چشم» را با آمنه بهرامی انجام داد که در آن به موضوع اسیدپاشی و حکم قصاص در ایران می‌پرداخت. این مستند از شبکه الجزیره پخش شده‌است.
در آبان سال ۱۳۹۸ خبرگزاری آسوشیتد پرس در برنامه‌ای با عنوان «خاطرات بحران گروگان‌گیری سفارت آمریکا» با او به عنوان عکاس کهنه‌کار ایرانی گفتگو کرد. کاوه کاظمی در این برنامه وقایع انقلاب ۱۳۵۷ ایران و ماجرای گروگان‌گیری در سفارت ایالات متحده آمریکا را از نگاه دوربین خود یادآوری می‌کند.

## کتاب‌ها
- کتاب انقلابیون، نشر نظر ۱۳۹۶[۱۶][۱۷][۱۸]
- کتاب سایه‌ها و یادها، نشر نظر ۱۳۹۷[۱۹]
- کتاب آشوب و آرام ایرلند شمالی، نشر نظر ۱۳۹۸[۲۰]